# Skribňovo (szczyt)
Skribňovo (1151 m) – szczyt w prawych zboczach Bocianskiej doliny w Niżnych Tatrach na Słowacji.
Skribňovo znajduje się w zakończeniu długiego grzbietu ciągnącego się od szczytu Veľký bok w kierunku północno-zachodnim. Wznosi się u wylotu doliny Skribňovo będącej lewym odgałęzieniem dolnej części Bocianskiej doliny. Do Skribňovo opadają jego północno-wschodnie stoki. Stoki zachodnie opadają do Bocianskiej doliny, południowo-zachodnie do Malužinskiej doliny.
Masyw Skribňovo zbudowany jest ze skał wapiennych. Liczne ich odsłonięcia znajdują się na stokach południowo-zachodnich w Malužinskiej dolinie. Przez szczyt i grzbietem Skribňovo przebiega granica Parku Narodowego Niżne Tatry; należą do niego stoki południowo-zachodnie.